# 吉尔伯特 (路易斯安那州)
吉尔伯特（英語：Gilbert），是美国路易斯安那州下属的一座村镇。根据2010年美国人口普查，该市有人口521人。建置上，属于“village”。